# Eléonore Simonet
Éléonore Simonet (* 26. November 1997 in Lüttich) ist eine belgische Politikerin des liberalen Mouvement Réformateur (MR), die seit dem 3. Februar 2025 föderale Ministerin für Mittelstand, Selbständige und kleine und mittlere Unternehmen (KMU) in der Regierung De Wever ist und damit mit 27 Jahren die jüngste föderale Ministerin in der Geschichte Belgiens wurde. Seit 2024 ist sie zudem Abgeordnete im Parlament der Region Brüssel-Hauptstadt und im Parlament der Französischen Gemeinschaft.

## Familie
Éléonore Simonet ist die Tochter von Jacques Simonet, der ebenfalls ein liberaler Politiker war. Er war zweimal Ministerpräsident in der Region Brüssel-Hauptstadt und amtierender Bürgermeister von Anderlecht, als er plötzlich mit 43 Jahren starb. Damals war Éléonore Simonet neun Jahre alt.
Ihre Mutter kommt aus Lüttich. Sie wuchs in Anderlecht auf, im Alter von 15 Jahren zog sie mit ihrer Familie nach Woluwe-Saint-Lambert, wo sie weiterhin wohnt. Sie hat einen älteren Bruder, Henri, der Anwalt in New York (U.S.A.) ist.
Ihr Großvater Henri Simonet war ebenfalls Politiker und Bürgermeister von Anderlecht, allerdings für die Sozialisten (damals PSB), und von 1973 bis 1977 Vizepräsident der EG-Kommissionen.

## Karriere
Simonet studierte Recht und erwarb ihren Baccalaureat 2020 an der Brüsseler Universität Saint Louis und ihren Master in Recht 2022 an der Katholischen Universität Louvain (UCL). Anschließend war sie im Rahmen eines Austausches an der Universität Wien.
Nach ihrem Studienabschluss arbeitete sie zunächst als Anwältin in einer großen internationalen Anwaltskanzlei in Brüssel im Bereich Unternehmens-, Steuer- und Handelsrecht

## Politische Einstellung
Sie trat noch als Studentin 2020 dem liberalen Mouvement Reformateur bei und trat erstmals bei den
Regionalwahlen am 9. Juni 2024 an. Obwohl sie den vorletzten Platz auf der Liste hatte, errang sie bei der Wahl ein Mandat für das Parlament der Region Brüssel-Hauptstadt und zugleich für das Parlament der Französischen Gemeinschaft.
Sie beschreibt sich als sozialliberal und sieht den Schwerpunkt ihrer Arbeit in Sicherheit, Kampf gegen Drogenkriminalität, verbesserten Öffentlichen Nahverkehr, Weiterbildung und Wiedereingliederung von Arbeitslosen.